# Szendrő József

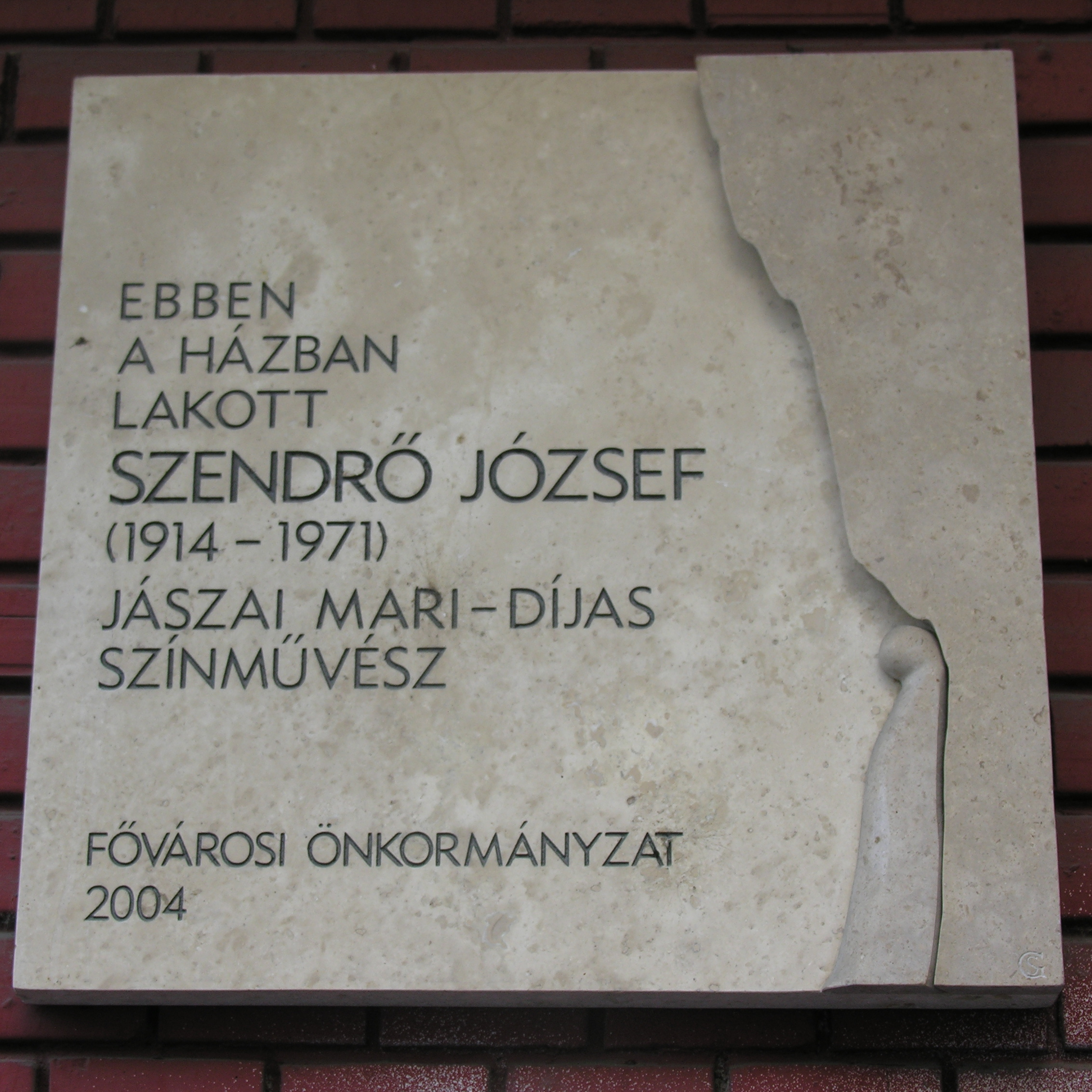
Szendrő József emléktáblája egykori lakhelyén, a Bajza utca 1–9. szám alatt

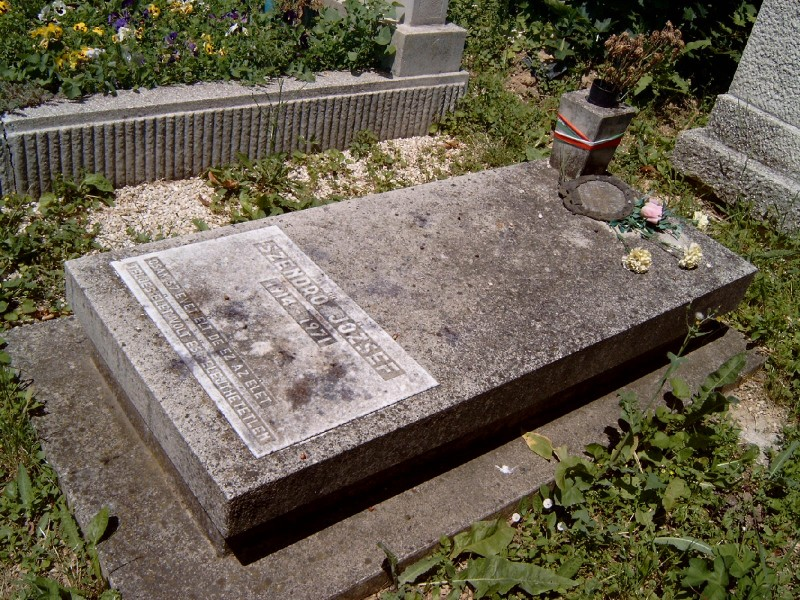
Sírja Budapesten. Farkasréti temető: 11/2-1-87.

Szendrő József (Budapest, Ferencváros, 1914. augusztus 18. – Budapest, 1971. október 22.) Jászai Mari-díjas magyar színész, rendező, műfordító, színházigazgató.

## Életpályája
Szendrő József körorvos és Szabó Mária fiaként született. Rákosi Szidi színiiskoláját látogatta, majd 1936-ban végzett az Országos Magyar Királyi Színművészeti Akadémián, ezután a Nemzeti Színház tagja lett. 1938-ban a Miskolci Nemzeti Színházhoz szerződött. 1939-ben besorozták katonának, 1941-ben leszerelték. 1941 és 1944 között a Független Színpad tagja volt. 1944-ben újra besorozták, október 15-én szovjet hadifogságba került, Grúziába vitték fogolytáborba.
1947. szeptember 22-én engedték el, itthon újra a Nemzeti Színházban játszott. 1949-től 1952-ig a Pécsi Nemzeti Színház igazgatója, 1952-től 1954-ig a Magyar Néphadsereg Színháza igazgatója volt. 1954-ben megalakította a József Attila Színházat, amelynek egy évig igazgatója volt. 1955 és 1958 között a Néphadsereg Színház főrendezője, 1958 és 1960 között a debreceni Csokonai Színház igazgatója, 1960–61-ben a Szegedi Nemzeti Színház főrendezője volt. 1963–64-ben a Petőfi Színház, 1964-től 1966-ig a Fővárosi Operettszínház, 1966-tól haláláig a Nemzeti Színház tagja volt.
Szendrő József fiatal tehetségek elindítója, gyámolítója volt. Többek között Hofi Gézával is ő kötött először szerződést. Társulataiban indult el a pályán: Gordon Zsuzsa, Máthé Erzsi és Latinovits Zoltán is.
A Bajza utca 1–9. szám alatti garzonház lakója volt. Felesége 1949–1957 között Máthé Erzsi volt.

## Színpadi szerepei
- Gorkij: Jegor Bulicsov és a többiek....Jegor Bulicsov
- Shakespeare: Vízkereszt, vagy amit akartok....Böffen Tóbiás
- Ben Jonson: Volpone....Volpone
- Csehov: Cseresznyéskert....Jepihodov
- Kodolányi János: Földindulás....Weintraub
- Vörösmarty Mihály: Czillei és a Hunyadiak....Giskra
- Bajomi Lázár Endre: Zoo avagy az emberbarát gyilkos....Kreps professzor
- Shakespeare: Athéni Timon....Első szenátor
- Mihail Bulgakov: Iván, a rettentő....Íródeák
- Peter Weiss: Makinpot úr, avagy miként hajtják belőle az ő nyavajáit....Ügyvéd, Orvos, Kormányfő, Jóisten
- Rejtő Jenő: Tulipán....Szállásmester
- Bertolt Brecht: A vágóhidak Szent Johannája....Cridle
- Peter Weiss: A vizsgálat....Második tanú
- Ben Hecht–Ch. McArthur: Rendkívüli kiadás....Pinocchio
- Anatole France: A hatalom eredete....A nagy termetű
- Heltai Jenő: Úri jog....Bruno lovag
- Karinthy Frigyes: Kolumbusz tojása....Esvány bíró
- John Osborne: Bamberg-vér....Brown miniszter
- Pedro Calderón de la Barca: A zalameai bíró....Nuno
- Alexandre Breffort: Irma, te édes....Bob
- Szenes Iván: Őfelsége a sztár....Sylvester de Montmartre
- Hegedüs Géza: Régi szép idők....Báró Borszeghy
- Mesterházi Lajos: Ünneplők....Tök, igazgató
- Friedrich Schiller: Ármány és szerelem....Von Walter
- Edmond Rostand: Cyrano de Bergerac....Ragueneau
- Jókai Mór: Az aranyember....Brazovits Athanáz
- Osztrovszkij: Erdő....Milonov
- Szűcs László–Innocent-Vincze Ernő: Farkas a havason....Nagyiday
- Roger Vailland: Foster ezredes bűnösnek vallja magát....Paganel őrmester
- Howard Fast: Harminc ezüstpénz....Carmichael
- Afinogenov: Kisunokám....Leonid Boriszovics
- Szigligeti Ede: Liliomfi....Szellemfi
- Szofronov: Moszkvai jellem....Potápov
- Prosper Mérimée: A művésznő hintaja....Don Andreas de Ribera, Peru alkirálya
- Raszkov–Tyipot: Szibériai rapszódia....Burmák
- Molière: Tartuffe....Tartuffe
- Móricz Zsigmond: Úri muri....Lekenczey
- Forgács István: Vándormadarak....Kecskés, öreg kisegítő munkás
- Mihalkov: Vidám álom....Brighella
- Ariadna Tur–Pjotr Tur: Villa a mellékutcában....Tanácsos
- George Bernard Shaw: Warrenné mestersége....Crofts

| - Rostand: Cyrano de Bergerac - Osztrovszkij: Erdő - Gorkij: Jegor Bulicsov és a többiek - Shakespeare: Rómeó és Júlia - Csiky Gergely: A nagymama - Farkas Imre: Iglói diákok - Kodolányi János: Földindulás | - Osztrovszkij: Erdő - Leonyid Zorin: Varsói melódia - Gorkij: Jegor Bulicsov és a többiek |

## Filmjei

### Játékfilmek
| - Kalotaszegi Madonna (1943) - Állami Áruház (1953) - Dollárpapa (1956) - Az eltüsszentett birodalom (1956) - Hannibál tanár úr (1956) - Ünnepi vacsora (1956) - Zsebek és emberek (rövid játékfilm – 1956) - Gyalog a mennyországba (1959) - A megfelelő ember (1959) - Fűre lépni szabad (1960) - Légy jó mindhalálig (1960) - A Noszty fiú esete Tóth Marival (1960) - Délibáb minden mennyiségben (1961) - Két félidő a pokolban (1961) - Megöltek egy lányt (1961) - Mindenki ártatlan? (1961) - Napfény a jégen (1961) - Asszony a telepen (1962) - Esős vasárnap (1962) - Legenda a vonaton (1962) - Mici néni két élete (1962) - Az utolsó vacsora (1962) - Angyalok földje (1962) - Hattyúdal (1963) | - Meztelen diplomata (1963) - Pacsirta (1963) - Tücsök (1963) - A szélhámosnő (1963) - Miért rosszak a magyar filmek? (1964) - Háry János (1964) - Másfél millió (1964) - A kőszívű ember fiai I–II. (1964) - Mit csinált felséged 3-tól 5-ig? (1964) - A gyűrű (1965) - Butaságom története (1965) - Nem (1965) - A tizedes meg a többiek (1965) - Utószezon (1966) - Suzanne – die Wirtin von der Lahn (1967) osztrák–NSZK film - Alfa Rómeó és Júlia (1968) - Egri csillagok 1–2. (1968) - Elsietett házasság (1968) - A veréb is madár (1968) - A varázsló (1969) - Az oroszlán ugrani készül (1969) - Utazás a koponyám körül (1970) - Ítélet (1970) - Csak egy telefon (1970) - Hahó, Öcsi! (1971) |

### Tévéfilmek
- Hotel Germánia (1962)
- Éjszaka is kézbesítendő (1963)
- Jövedelmező állás (1965)
- Kocsonya Mihály házassága (1965)
- Kristóf, a magánzó (1965) – koporsókészítő
- Egy nyugalmas vasárnap (1966)
- Tűvétevők (1966)
- Hétköznapi történet 1–3. (1966)
- Sellő a pecsétgyűrűn 1–2. (1966)
- Én, Strasznov Ignác, a szélhámos 1–2. (1966)
- Könyvsátor 67 – Visszakérem az iskolapénzt epizód (1967)
- A postaláda (1967)
- Kérdések a szerelemről (1967)
- Jaguár (1967)
- Könnyű kis gyilkosság (1967)
- Platonov szerelmei (1967)
- Wengraf (1968)
- Bors (1968)
- A régi nyár (1969)
- Víz (1969)
- VII. Olivér (1969)
- Holnap reggel (1969)
- Súlyfürdő (1969)
- Hatholdas rózsakert (1970)
- Lujzi (1970)
- Sose fagyunk meg! (1970)
- Szerencsés álmokat! (1970)
- Rózsa Sándor (1971)
- Vidám elefántkór (1971)
- Zűrzavaros éjszaka (1971)

## Díjai, elismerései
- Jászai Mari-díj (1970)